# Кинни, Боб
Роберт Пол «Боб» Кинни (англ. Robert Paul "Bob" Kinney; 16 сентября 1920, Форт-Скотт, штат Канзас, США — 2 сентября 1985, Трайон, штат Северная Каролина, США) — американский профессиональный баскетболист, завершивший карьеру.

## Ранние годы
Боб Кинни родился 16 сентября 1920 года в городе Форт-Скотт (штат Канзас), учился в средней школе имени Томаса Джефферсона в городе Сан-Антонио (штат Техас), в которой играл за местную баскетбольную команду.

## Студенческая карьера
В 1942 году окончил Университет Райса, где в течение трёх лет играл за баскетбольную команду «Райс Оулс», в которой провёл успешную карьеру. При Кинни «Совы» два раза выигрывали регулярный чемпионат Юго-Западной конференции (1940, 1942), а также два раза выходили в плей-офф студенческого чемпионата США (1940, 1942), но дальше первого раунда не проходили. Все три года в составе «Оулс» Боб Кинни включался в сборную всех звёзд Юго-Западной конференции, а в сезонах 1940/1941 и 1941/1942 годов становился лучшим снайпером команды, за что по их итогам включался во 2-ю и 1-ю всеамериканскую сборную NCAA соответственно.

## Профессиональная карьера
Играл на позиции центрового и тяжёлого форварда. В 1945 году Боб Кинни заключил договор с командой «Форт-Уэйн Золлнер Пистонс», выступавшей в Национальной баскетбольной лиге (НБЛ) и Баскетбольной ассоциации Америки (БАА). Позже выступал за команды «Бостон Селтикс» (БАА и НБА) и «Андерсон Даффи Пэкерс» (НПБЛ). Всего в НБЛ провёл 3 сезона, а в БАА, НБА и НПБЛ — по одному сезону. В составе «Даффи Пэкерс» 19 ноября 1950 года Кинни в проигранном матче против клуба «Луисвилл Алумнайтс» (73—81) набрал 28 очков, установив рекорд по количеству очков, набранных в одной игре НПБЛ. Всего за карьеру в НБЛ Боб сыграл 115 игр, в которых набрал 670 очков (в среднем 5,8 за игру). Всего за карьеру в БАА/НБА Кинни сыграл 118 игр, в которых набрал 1125 очков (в среднем 9,5 за игру) и сделал 177 передач. Помимо этого Боб Кинни в составе «Золлнер Пистонс» три раза участвовал во Всемирном профессиональном баскетбольном турнире, став его победителем в 1946 году и бронзовым призёром в следующем.

## Смерть
После окончания университета, во время Второй мировой войны, на протяжении трёх лет служил в Военно-морских силах США (1942—1945). Боб Кинни скончался в понедельник, 2 сентября 1985 года, на 65-м году жизни в городе Трайон (штат Северная Каролина).

## Статистика

### Статистика в НБА
| Сезон                                                                                    | Команда   | Регулярный сезон | Регулярный сезон | Регулярный сезон | Регулярный сезон | Регулярный сезон | Регулярный сезон | Регулярный сезон | Регулярный сезон | Регулярный сезон | Регулярный сезон | Регулярный сезон | Серия плей-офф | Серия плей-офф | Серия плей-офф | Серия плей-офф | Серия плей-офф | Серия плей-офф | Серия плей-офф | Серия плей-офф | Серия плей-офф | Серия плей-офф | Серия плей-офф |
| Сезон                                                                                    | Команда   | GP               | GS               | MPG              | FG%              | 3P%              | FT%              | RPG              | APG              | SPG              | BPG              | PPG              | GP             | GS             | MPG            | FG%            | 3P%            | FT%            | RPG            | APG            | SPG            | BPG            | PPG            |
| ---------------------------------------------------------------------------------------- | --------- | ---------------- | ---------------- | ---------------- | ---------------- | ---------------- | ---------------- | ---------------- | ---------------- | ---------------- | ---------------- | ---------------- | -------------- | -------------- | -------------- | -------------- | -------------- | -------------- | -------------- | -------------- | -------------- | -------------- | -------------- |
| 1948/49                                                                                  | Форт-Уэйн | 37               |                  |                  | 31,7             |                  | 57,3             |                  | 1,4              |                  |                  | 6,9              | Не участвовал  | Не участвовал  | Не участвовал  | Не участвовал  | Не участвовал  | Не участвовал  | Не участвовал  | Не участвовал  | Не участвовал  | Не участвовал  | Не участвовал  |
| 1948/49                                                                                  | Бостон    | 21               |                  |                  | 33,5             |                  | 59,3             |                  | 1,2              |                  |                  | 9,7              | Не участвовал  | Не участвовал  | Не участвовал  | Не участвовал  | Не участвовал  | Не участвовал  | Не участвовал  | Не участвовал  | Не участвовал  | Не участвовал  | Не участвовал  |
| 1949/50                                                                                  | Бостон    | 60               |                  |                  | 37,5             |                  | 62,8             |                  | 1,7              |                  |                  | 11,1             | Не участвовал  | Не участвовал  | Не участвовал  | Не участвовал  | Не участвовал  | Не участвовал  | Не участвовал  | Не участвовал  | Не участвовал  | Не участвовал  | Не участвовал  |
|                                                                                          | Всего     | 118              |                  |                  | 35,3             |                  | 60,8             |                  | 1,5              |                  |                  | 9,5              | Не участвовал  | Не участвовал  | Не участвовал  | Не участвовал  | Не участвовал  | Не участвовал  | Не участвовал  | Не участвовал  | Не участвовал  | Не участвовал  | Не участвовал  |
| Наведите курсор мыши на аббревиатуры в заголовке таблицы, чтобы прочесть их расшифровку. |           |                  |                  |                  |                  |                  |                  |                  |                  |                  |                  |                  |                |                |                |                |                |                |                |                |                |                |                |